# Velonica
〈Velonica〉(베로니카)는 Aqua Timez가 2009년 1월 14일에 발매한 여덟 번째 싱글이다.

## 개요
- 전작 〈여름의 파편〉 이후 약 3개월만에 발매된 싱글이다.

- 캐치프레이즈는 '안아주길 바라는 것은 아기뿐만이 아니다.'(抱きしめてもらいたいのは赤子だけではないんだ).

- 〈ALONES〉에 이은 TV 도쿄 애니메이션 《블리치》의 오프닝 테마 (2008년 10월 14일 ~ 2009년 4월 7일)이다. 《블리치》 오프닝 테마를 같은 아티스트가 두 번 담당하는 것은 Aqua Timez가 처음이다. 극장판 《블리치: MEMORIES OF NOBODY》 주제가인 〈천 번의 밤을 넘어서〉까지 포함하면 《블리치》 타이업은 세 번째이다.)

- 싱글로는 처음 데일리 차트 1위를 기록하였다.

## 수록곡
1. Velonica
작사 : 후토시 / 작곡 : Aqua Timez
2. 奏であい / 연주하다
작사·작곡 : 후토시
3. 薫 / 냄새
작사 : 후토시 / 작곡 : Aqua Timez
4. Velonica -Instrumental-

## 차트
- 주간 2위 (오리콘 차트)
- 데일리 1위 (오리콘 차트)
- 2009년 1월 월간 8위 (오리콘 차트)

## 같이 보기
- 베로니카 - 일반적으로 Veronica로 쓴다.